# KFI
KFI (KFI AM 640) är en lokal kommersiell radiostation på AM-bandet i Los Angeles, Kalifornien. Radiostationen utgår ifrån ett pratradioformat med ett programutbud som består dels av nationellt syndikerade program, till exempel Rush Limbaugh och Dr. Laura Schlessinger, och dels av lokalt producerade program, främst av dessa är The Bill Handel Show på morgonen och The John and Ken Show under eftermiddagen. I februari 2007 återfanns programledarna till tre av KFI:s lokalt producerade radioprogram i branschtidningen Talkers magazines lista över de 100 viktigaste pratradiopersonligheterna i USA på platserna 17, 34 och 54. En stor del av radiostationens lokalt producerade och utsända material finns tillgängligt via podradio efter sändning.